# Ипчи, Умер
Уме́р Ипчи́ (крымскотат. Ümer Ipçi; 1897, Бахчисарай, Таврическая губерния — 11 января 1955, Томск) — крымскотатарский поэт, писатель
, драматург, театральный режиссёр
 и актёр.

## Биография
Родился в 1897 году в Бахчисарае в семье шорника. Начальное образование получил в местной новометодной школе И. Гаспринского. В 1914 году продолжил своё образование в медресе «Галия» в Уфе, где его преподавателем был Галимджан Ибрагимов. В 1917 году вернулся в Крым и несколько лет работал учителем.
Во второй половине 1920-х годов работал актёром, режиссёром, а затем и первым директором Крымского государственного татарского театра. Одновременно был сотрудником газеты «Янъы дюнья» («Новый мир»). В 1934 году принял участие в Первом съезде советских писателей.
В 1936 году отмечалось 20-летие литературной деятельности Ипчи.
В 1937 году был обвинён в «национализме» и после приговора 17 апреля 1938 года заключён в тюрьму строгого режима сроком на 12 лет с поражением в политических правах на 5 лет и конфискацией всего личного имущества. В 1949 году, несмотря на окончание срока заключения, он не был освобождён, а отправлен в психиатрическую больницу города Томска, где и умер 11 января 1955 года. Реабилитирован в 1958 году за отсутствием состава преступления.

### Личная жизнь
До ареста проживал вместе с семьёй в Симферополе в «Доме специалистов» по ул. Жуковского, 20.
Жена — Фатиме Мударисова. Сыновья: Бекир и Якуб, дочери: Лейля и Джевер.

## Творчество
Свой первый стих «Медресе» Ипчи написал в 1915 году. В пьесах «Фаише» («Распутница») (1923), «Алым» (1925), «Ненкенджан ханум» (1926) драматург освещал исторические события из жизни крымскотатарского народа. Были сообщения, что он написал несколько романов, но в годы репрессий рукописи бесследно исчезли. Известны переводы У. Ипчи на крымскотатарский язык произведений Л. Толстого, Н. Гоголя, А. Островского, Н. Некрасова, М. Горького, У. Шекспира, Ж.-Б. Мольера, Ф. Шиллера, А. Барбюса и др.
Известны ещё несколько произведений:
- «Куреш» (Борьба): Сбор. рассказов — Акъмесджит: Кърымдевнешр, 1927. — 88 с.
- «Азад халкъ» (Свободный народ): Пьеса в 3-х ч. — Акъмесджит. — Кърымдевнешр, 1927. — 55 с.
- «Айыныкълар» (Трезвые): Пьеса в 4-х ч. — Акъмесджит: Кърымдевнешр, 1930. — 48 с.
- «Душман» (Враг): Пьеса в 8-ми ч. — Акъмесджит. — Кърымдевнешр, 1935. — 80 с.
- «Икяелер»: Рассказы. — Ташкент.: Эдебият ве санъат нешрияты, 1972. — 206 с.

## Память
В честь Умера Ипчи была названа улица в микрорайоне Хошкельды в Киевском районе Симферополя.